# Lomatia salticola
Lomatia salticola är en tvåvingeart som beskrevs av Hesse 1956. Lomatia salticola ingår i släktet Lomatia och familjen svävflugor. Inga underarter finns listade i Catalogue of Life.